# Ompok platyrhynchus
Ompok platyrhynchus är en fiskart som beskrevs av Ng och Tan 2004. Ompok platyrhynchus ingår i släktet Ompok och familjen malfiskar. Inga underarter finns listade i Catalogue of Life.